# Дреновац Радучки
Дреновац Радучки је насељено мјесто у Лици. Припада граду Госпићу, у Личко-сењској жупанији, Република Хрватска.

## Географија
Дреновац Радучки је удаљен око 23 км југоисточно од Госпића, на сјеверној страни јужног Велебита. У близини насеља пролази Личка пруга и државни пут D50, Грачац — Госпић.

## Историја
Дреновац Радучки се од распада Југославије до августа 1995. године налазио у Републици Српској Крајини.

## Становништво
Према попису из 1991. године, насеље Дреновац Радучки је имао 126 становника, и сви су били српске националности. Према попису становништва из 2001. године, Дреновац Радучки је имао свега 1 становника. Према попису становништва из 2011. године, насеље Дреновац Радучки није имало становника.
| Националност       | 1991. | 1981. | 1971. | 1961. |
| Срби               | 126   | 171   | 252   | 283   |
| Југословени        |       | 6     |       |       |
| Хрвати             |       | 1     | 2     |       |
| остали и непознато |       | 1     | 9     |       |
| Укупно             | 126   | 179   | 263   | 283   |

| Демографија | Демографија | Демографија |
| Година      | Становника  | Становника  |
| ----------- | ----------- | ----------- |
| 1961.       | 283         |             |
| 1971.       | 263         |             |
| 1981.       | 179         |             |
| 1991.       | 126         |             |
| 2001.       | 1           |             |
| 2011.       | 0           |             |

## Презимена
Презимена у Дреновцу Радучком су:
- Бјелобаба
- Глумац
- Дејановић
- Рутаљ